# Vendor Managed Inventory
Pour les articles homonymes, voir VMI.
 (signalé en juillet 2025).
Si vous disposez d'ouvrages ou d'articles de référence ou si vous connaissez des sites web de qualité traitant du thème abordé ici, merci de compléter l'article en donnant les références utiles à sa vérifiabilité et en les liant à la section « Notes et références ».
- Archive Wikiwix
- Bing
- Cairn
- DuckDuckGo
- E. Universalis
- Gallica
- Google
- G. Books
- G. News
- G. Scholar
- Persée
- Qwant
- (zh) Baidu
- (ru) Yandex
- (wd) trouver des œuvres sur Wikidata

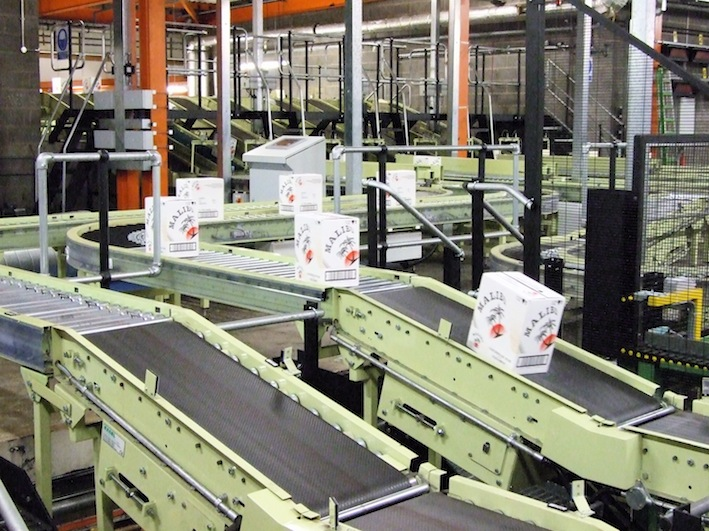
Conveyor system at Chivas Brothers Ltd in Dumbarton, Scotland,Auteur :Bridgeland 2008-12-10

Vendor Managed Inventory (VMI) est une méthode permettant de réduire le coût du capital en diminuant les stocks.

## Fonctionnement
Le fournisseur dispose d’un aperçu de l’état des entrepôts et s’assure que ceux-ci ne dépassent pas les limites maximum et minimum fixées.
Les données de stock sont partagées et mises à jour régulièrement.
Les deux parties disposent ainsi des mêmes informations pour leur planification.
La réduction du nombre de processus et l'externalisation de ceux-ci supprime un grand volume de traitement relatif à la gestion des stocks.
Le fournisseur optimise le stock en anticipant la productionn gérant les dates et quantités de livraison pour chaque pièce.